# Kent Conrad
Kent Conrad (Bismarck, 1948. március 12. –) az Amerikai Egyesült Államok szenátora (Észak-Dakota, 1987–1992 és 1992–2013).